# Al-Anbija (sura)

Al Anbija w kaligrafii arabskiej

Al-Anbija – w polskim tłumaczeniu Prorocy (arab. ‏الأنبياء‎) – 21. sura Koranu. Zaliczana jednomyślnie do sur mekkańskich, czyli objawionych przed Hidżrą. Jej główny temat to prorocy z przeszłości, którzy głosili to samo przesłanie, co Mahomet.

## Pochodzenie nazwy sury
Sura jest nazwana Al-Anbija, ponieważ są w niej opisane historie wielu proroków m.in.: Ibrahima (Abrahama), Musy (Mojżesza), Luta, Sulejmana (Salomona) i Dauda (Dawida). Jednak nie oznacza to, że w surze jest mowa jedynie o prorokach. Tytuły sur Koranu to swego rodzaju słowa-klucze, których zwyczajowo używano, aby odróżnić sury od siebie.

## Główne wątki i postaci w surze Al-Anbija
- prorocy są jedynie ludźmi
- upadek wielu narodów  i cywilizacji skutkiem ich złego postępowania
- refutacja kultu fałszywych bożków i różnych pogańskich wierzeń
- znaki i dowody na istnienie Allaha (Boga) są widoczne w naturze
- życie zostało stworzone z wody
- śmierć jest nieunikniona
- Musa (Mojżesz) i Harun (Aaron)
- Ibrahim (Abraham)
- Lut
- Nuh (Noe)
- Sulejman (Salomon)
- Ayub (Hiob)
- Junus (Jonasz)
- Zakarija (Zachariasz) i Jahja (Jan Chrzciciel)
- Marjam (Maria) i Isa (Jezus)
- rodzaj ludzki jedną ummą
- Gog i Magog
- sceny z Dnia Ostatecznego